# Themeda laxa
Themeda laxa är en gräsart som först beskrevs av Nils Johan Andersson, och fick sitt nu gällande namn av Aimée Antoinette Camus. Themeda laxa ingår i släktet Themeda och familjen gräs. Inga underarter finns listade i Catalogue of Life.